# 仙渡乡
仙渡乡，是中华人民共和国浙江省丽水市莲都区下辖的一个乡镇级行政单位。

## 行政区划
仙渡乡下辖以下地区：
仙里村、何金富村、葛畈村、张山后村、根竹园村、半岭村、岭头村、梅田村、周坑村、皂树村、南源村、滴水岩村、芦村、董弄村和鲍店村。